# Preparate i fazzoletti
Preparate i fazzoletti (Préparez vos mouchoirs) è un film del 1978 diretto da Bertrand Blier.

## Trama
Solange conduce una vita noiosa, per nulla aiutata dal marito e l'amante. Si innamora di un tredicenne che la mette incinta e si comporta come un padre di famiglia. Marito e amante si tengono in disparte.

## Riconoscimenti
- 1979 - Premio Oscar
  - Miglior film straniero (Francia)
- 1979 - Golden Globe
  - Candidatura al Miglior film straniero (Francia)
- 1979 - Premio César
  - Migliore colonna sonora a Georges Delerue